# Timucuy
Timucuy är en kommunhuvudort i Mexiko.   Den ligger i kommunen Timucuy och delstaten Yucatán, i den östra delen av landet, 1 000 km öster om huvudstaden Mexico City. Timucuy ligger 16 meter över havet och antalet invånare är 3 532.
Terrängen runt Timucuy är mycket platt. Runt Timucuy är det ganska glesbefolkat, med 28 invånare per kvadratkilometer. Närmaste större samhälle är Kanasín, 14,6 km norr om Timucuy. I omgivningarna runt Timucuy växer i huvudsak lövfällande lövskog.